# Sauvés par le gong : Les Années lycée
Sauvés par le gong : Les Années lycée ou Sauvés par le gong : Au lycée (Saved by the Bell: The College Years) est une série télévisée américaine en 19 épisodes de 22 minutes, créée par Sam Bobrick et diffusée entre le 22 mai 1993 et le 8 février 1994 sur le réseau NBC.
En France, la série a été diffusée à partir du 12 juillet 1995 au 15 août 1995 sur France 2.

## Synopsis
Cette série qui est un spin-off de Sauvés par le gong suit le quotidien des élèves qui sont maintenant au college (le terme « college » désignant aux États-Unis un établissement d'enseignement supérieur, voir Universités aux États-Unis). On retrouve Zack, Screech, A.C Slater et Kelly. Lisa et Jessie sont absentes (Lisa apparaît cependant dans l'épisode 19), la distribution accueillant deux nouveaux membres féminins : Alex et Leslie, les colocataires des garçons. M. Belding n'est plus, non plus, un personnage régulier (il fait une apparition dans l'épisode 11), le symbole d'autorité étant maintenant représenté par le responsable de la résidence universitaire, Mike Rogers, avec lequel les principaux protagonistes entretiennent des relations amicales.

## Distribution

### Personnages principaux
- Mark-Paul Gosselaar (VF : Emmanuel Curtil) : Zachary « Zack » Morris
- Tiffani-Amber Thiessen (VF : Valérie Siclay) : Kelly Kapowski
- Mario López (VF : Jérôme Rebbot) : Albert Clifford « A.C. » Slater
- Dustin Diamond (VF : Hervé Rey) : Samuel « Screech » Powers
- Anne Tremko (VF : Dorothée Jemma) : Leslie Burke
- Kiersten Warren (VF : Brigitte Aubry) : Alex Tabor
- Bob Golic (VF : Patrick Messe) : Mike Rogers
- Patrick Fabian (VF : William Coryn) : le professeur Jeremiah Laskey
- Holland Taylor (VF : Catherine Lafond) : Dean Susan McMann

### Personnages récurrents
- Jake Grace : Stingray
- Diana Tanaka : Dr Wong
- Mindy Sterling : Clara Meade
- Essence Atkins : Danielle Marks

### Guests
- Lark Voorhies (VF : Martine Reigner) : Lisa Tortue
- Jonathan Brandis : dans son propre rôle (épisode 11)
- Brian Austin Green : dans son propre rôle (épisode 11)
- Dennis Haskins (VF : Jean-Claude Montalban) : M. Richard Belding

- Version française
  - Studio de doublage : Karina Films[2]
  - Direction artistique : ?
  - Adaptation : ?

## Épisodes
1. Pilote (Pilot)
2. Difficile d'être séduisant (Guess Who's Coming to College?)
3. Zack, mensonges et vidéo (Zack, Lies & Videotape)
4. La semaine du recrutement (Rush Week)
5. Un week-end compromis (Slater's War)
6. Un gendre idéal (The Homecoming)
7. La partie de poker (The Poker Game)
8. Professeur Zack (Professor Zack)
9. Screech est amoureux (Screech Love)
10. Docteur Kelly (Dr. Kelly)
11. Invité surprise (A Thanksgiving Story)
12. Le Chouchou du prof [1/2] (Teacher's Pet [1/2])
13. Kelly et le professeur [2/2] (Kelly and the Professor [2/2])
14. Un choix cornélien (A Question of Ethics)
15. Une fête d'enfer (The Rave)
16. Le malade imaginaire (Bedside Manner)
17. L'Amour et la Mort (Love and Death)
18. Épouse-moi idiot (Marry Me)
19. Mariage à l'horizon (Wedding Plans)

## Commentaires
Cette saison précède Mariage à Las Vegas (dans les deux derniers épisodes, on suit la préparation du mariage), un téléfilm dans lequel réapparaissent tous les personnages principaux de Sauvés par le gong (Lisa et Jessie comprises).

## DVD
Sortie chez Elephant Films le 21 juin 2017. (Téléfilm Mariage à Las Vegas inclus).